# Double Fantasy
Albums par John Lennon
Shaved Fish
(1975) The John Lennon Collection
(1982)
Albums par Yoko Ono
A Story
(1974) Season of Glass
(1981)
Albums par John Lennon et Yoko Ono
Some Time in New York City
(1972) Milk and Honey
(1984)
Singles
1. (Just Like) Starting Over/Kiss Kiss Kiss
Sortie : 24 octobre 1980
2. Woman/Beautiful Boys
Sortie : 16 janvier 1981
3. Watching the Wheels/Yes, I'm Your Angel
Sortie : 13 mars 1981

Double Fantasy est le septième album studio de John Lennon, et le deuxième avec Yoko Ono (après Some Time in New York City), sorti en novembre 1980. Il s'agit de leur premier album sorti depuis cinq ans et du dernier publié du vivant du fondateur des Beatles. L'album marque une rupture avec leurs travaux précédents : Lennon choisit en effet Geffen Records, une maison de disques alors peu connue et un jeune producteur, Jack Douglas (en), afin que lui-même et son épouse soient également traités.
C'est ainsi un album mixte, alternant les chansons de l'un et de l'autre, qui voit le jour. John et Yoko y écrivent des chansons optimistes sur leur vie, sur leur fils Sean, ainsi que d'autres, plus introspectives. L'ensemble de l'album est très personnel, et amorce ce que Lennon considère comme une nouvelle phase de sa carrière.
À sa sortie, l'album connait un succès commercial et critique mitigé, tandis que les époux donnent de nombreuses interviews et commencent à travailler à une suite, Milk and Honey. Ces plans s'arrêtent de façon dramatique trois semaines plus tard par l'assassinat de John Lennon. Les ventes explosent alors, propulsant l'album à la première place des ventes de chaque côté de l'Atlantique, tandis que les singles qui en sont extraits, les chansons de Lennon (Just Like) Starting Over, Woman et  Watching the Wheels, connaissent un grand succès. La critique l'apprécie également de plus en plus, et il est en 1981 récompensé par un Grammy Award de l'album de l'année. En 2010, une version dépouillée est publiée dans Double Fantasy Stripped Down, un double CD comprenant une version remasterisée de l'album original et une version avec des arrangements simplifiés.

## Historique

### Genèse

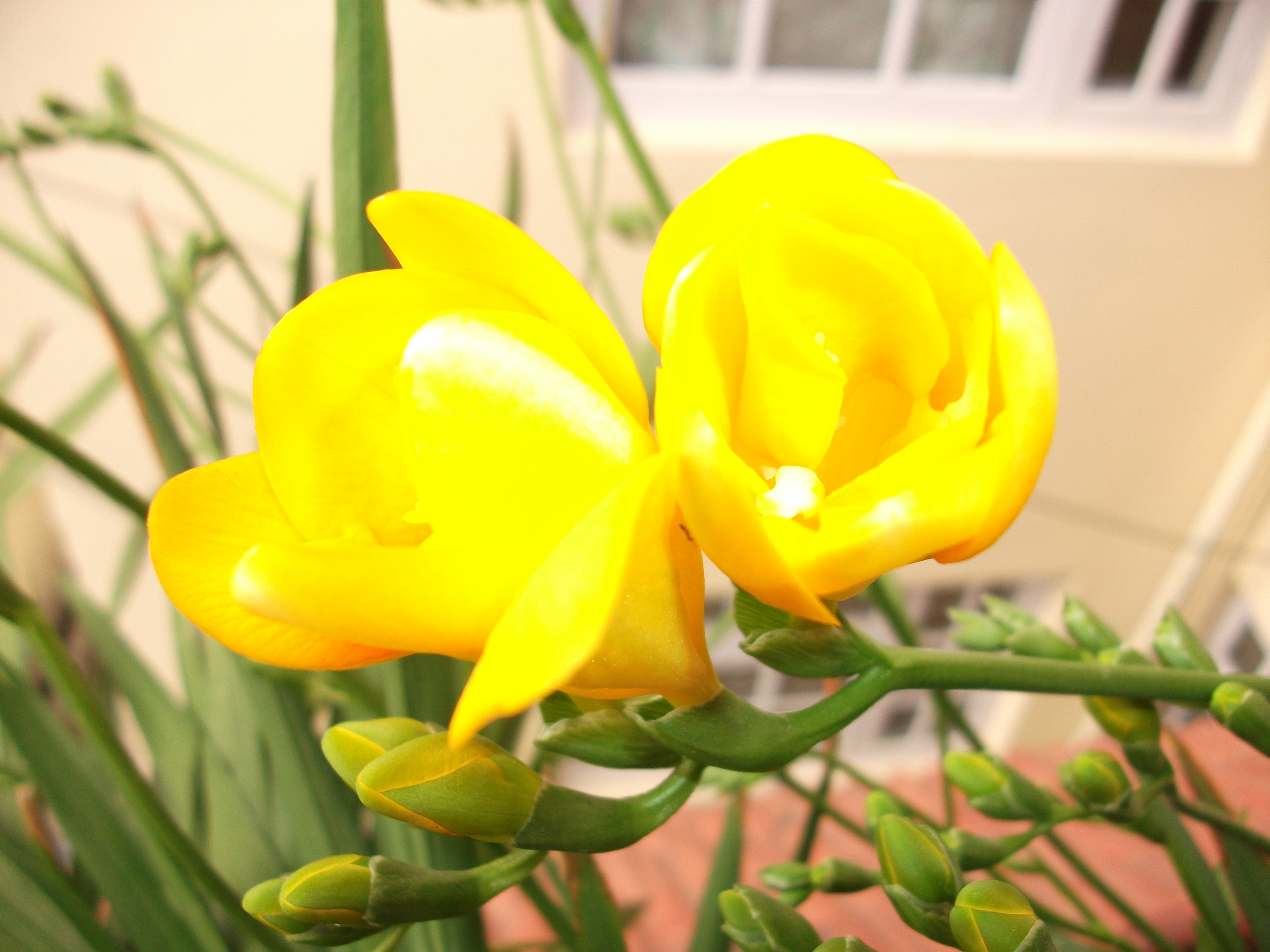
Le titre de l'album Double Fantasy vient du nom d'une espèce de freesia que Lennon a aperçue aux Bermudes.

En 1975, John Lennon et Yoko Ono, réunis après une parenthèse de plus d'un an, parviennent enfin à avoir un enfant ensemble. Lorsque nait Sean, ses parents décident de se retirer du monde de la musique pour mieux pouvoir s'occuper de leur fils. Tandis que Yoko gère les affaires du couple, Lennon se consacre à son fils. Il ne se coupe pas totalement du monde pour autant, contrairement à ce qui se raconte par la suite, et continue à voyager, à écrire et à dessiner. Il dispose également de tout un matériel sonore du dernier cri (dont il n'a pas toujours l'usage), et travaille sur de multiples cassettes à essayer de nouvelles chansons. À cette époque, il compose ainsi la chanson Free as a Bird terminée près de vingt ans plus tard par les Beatles.
Lorsque débute l'année 1980, la relation entre Yoko et John connaît quelques difficultés. Sans en avertir son mari, Yoko a recommencé à consommer de l'héroïne et ne veut pas choquer le public en partant dans un centre de désintoxication. Elle cherche donc à éloigner son époux le temps qu'elle puisse se sevrer. John et son fils partent finalement en vacances et le musicien y ébauche la chanson Dear Yoko exprimant son amour toujours fort. Amateur de voyage et de voile, John part ensuite seul en voilier avec quatre marins pour les Bermudes, où sa famille doit le rejoindre. Ce voyage, au cours duquel il brave une tempête, inspire énormément ses compositions. Lennon a même trouvé le titre de l'album durant son séjour, Double Fantasy, du nom d'une fleur aperçue là-bas.
Lorsqu'ils retournent à New York, le 29 juillet 1980, John et Yoko ont déjà trouvé un producteur, le jeune Jack Douglas, qui avait été un des ingénieurs du son de l'album Imagine en 1971. Ce dernier est d'accord pour que les époux aient une part égale sur cet album qu'ils envisagent comme un dialogue entre eux deux ; l'expression « double fantasy » peut en effet signifier « double fantasme ».

### Enregistrement
Gardant un mauvais souvenir des sessions chaotiques entre amis menées pour ce qui devait être l'album Oldies but Mouldies (finalement Rock 'n' Roll), Lennon préfère être accompagné sur Double Fantasy par des musiciens qu'il ne connaît pas. Toutefois, le percussionniste Arthur Jenkins a joué avec John sur Walls and Bridges et Rock 'n' Roll et a aussi participé à 2 albums de Yoko, Feeling the Space en 1973 ainsi que le suivant A Story en 1974 (mais qui ne sera publié qu'en 1992 dans le coffret Onobox). L'ambiance de l'enregistrement tranche avec les sessions agitées où un Phil Spector déguisé tirait des coups de feu en l'air : Yoko Ono a fait installer une salle de repos pour elle et son mari, tandis que Lennon a dès le début accroché une photo de son fils sur la console. Alors que pour Some Time in New York City (1972), le dernier album qu'ils avaient enregistré ensemble, les deux époux consommaient drogues et alcool, ils se contentent ici de nourriture macrobiotique.
Après des répétitions dans un appartement du Dakota Building que les Lennon ont acheté et transformé en studio d'enregistrement, début août, les musiciens rejoignent le Hit Factory à New York pour enregistrer du 7 au 16 août 1980. Jack Douglas, le producteur, s'assure que ses machines enregistrent tout, en permanence ; ceci lui permet de publier quelques années plus tard les Lost Lennon Tapes, qui proposent des versions alternatives des chansons de Lennon.
Douglas se rend vite compte qu'il doit faire travailler les époux séparément, comme s'ils participaient à deux albums distincts, car « elle le rendait fou ». Ono travaille donc l'après-midi, et Lennon le soir. En une dizaine de jours, 22 chansons sont enregistrées, tant pour Double Fantasy que pour l'album suivant, Milk and Honey. Les overdubs sont enregistrés en septembre, et l'album est mixé le mois suivant. Les débuts de sessions sont marquées par la visite du groupe Téléphone venu enregistrer au studio l'album Au cœur de la nuit, mais les Français changent rapidement de studio pour des raisons techniques.
Pour l'enregistrement de I'm Losing You et I'm Moving On, Rick Nielsen et Bun E. Carlos, du groupe Cheap Trick, sont invités à participer. Cependant, la version ainsi enregistrée ne cadre pas avec le reste de l'album et est abandonnée. Elle réapparaîtra toutefois sur le coffret de 4 CD, John Lennon Anthology, publié le 2 novembre 1998, ainsi que sur la version Stripped Down de Double Fantasy produite en 2010.

### Parution et réception

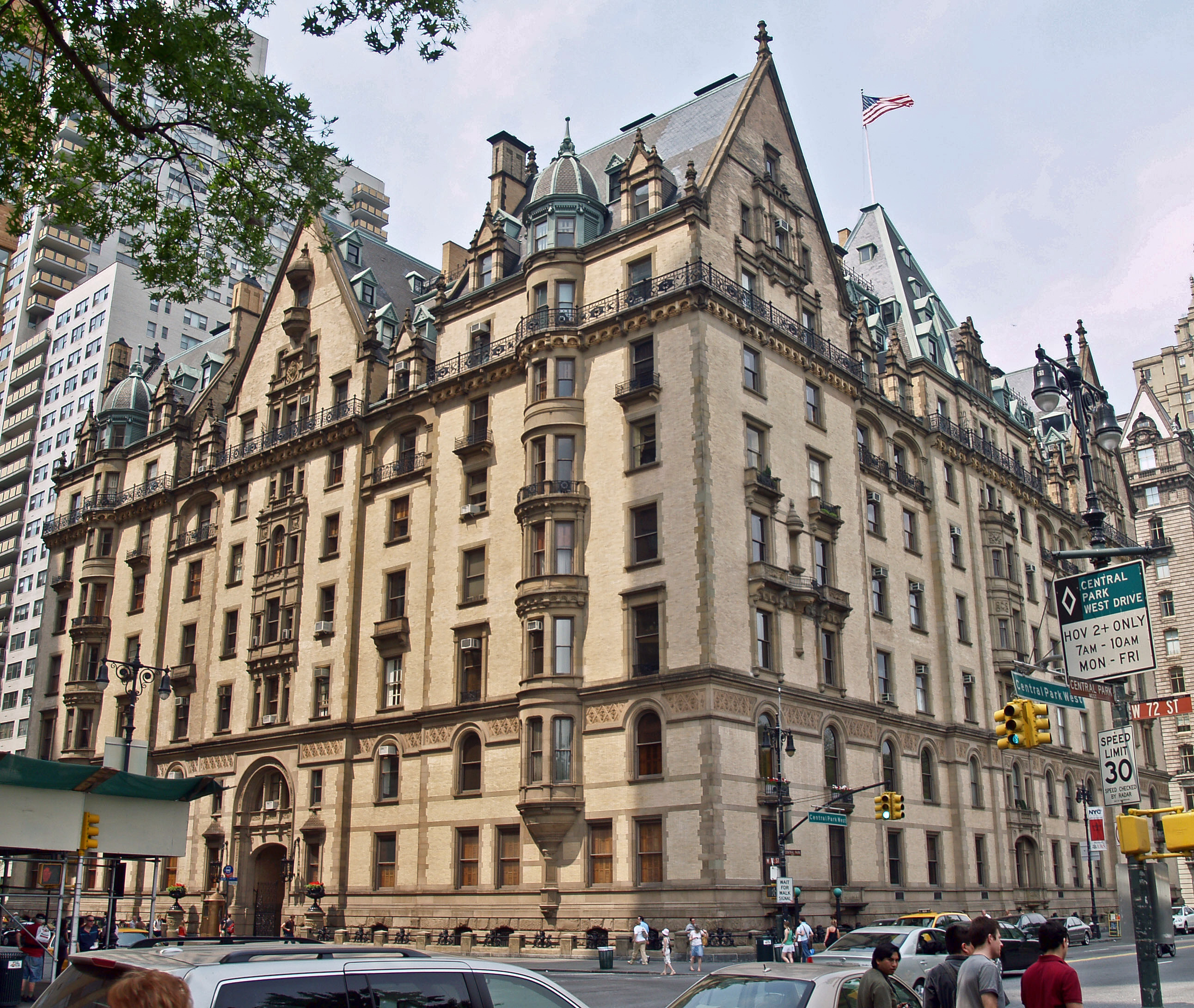
L'album a bénéficié de la médiatisation consécutive à l'assassinat de Lennon devant le Dakota Building.

Lorsqu'il avait quitté le monde musical en 1975, Lennon n'avait pas renouvelé son contrat avec Apple Records. En 1980, les éditeurs se battent donc pour l'avoir, mais Lennon pose une condition qui en fait reculer plus d'un : il veut que son épouse ait la même place que lui au sein du label. C'est ainsi qu'il est finalement édité par Geffen Records, dont le directeur accepte ses conditions sans souci.
La sortie de l'album qui doit marquer le grand retour de John Lennon après cinq ans d'absence est programmée avec soin. Outre un single promotionnel publié fin octobre, (Just Like) Starting Over, qui monte rapidement dans les charts, Lennon donne un grand nombre d'interviews, notamment une très longue au magazine Playboy. L'album sort le même jour des deux côtés de l'Atlantique, le 17 novembre 1980, et connaît un succès mitigé. La critique se montre assez réticente, notamment parce que si les chansons de Lennon sont plébiscités, celles d'Ono sont moins appréciés. La critique du Melody Maker va jusqu'à parler de « stérilité complaisante » et de « bâillement franchement atroce ». Les débuts de l'album sont pour leur part honorables.
Un événement change radicalement la donne trois semaines après la sortie de l'album. John Lennon est en effet assassiné le 8 décembre suivant. L'ironie du sort voudra que, quelques heures avant, il aie dédicacé cet album à son assassin, Mark Chapman. Alors que l'album venait d'entrer dans les top 10, les ventes explosent et le disque ainsi que son single atteignent la première place des ventes des deux côtés de l'Atlantique. En 1990, le magazine Rolling Stone le classe 29e meilleur album des années 1980.
L'album cause également deux procès. La chanson de Yoko Ono Yes, I'm Your Angel est en effet accusée d'être un plagiat d'une chanson vieille de cinquante ans, tandis que le producteur Jack Douglas annonce en 1981 ne pas avoir reçu ses royalties. En 2000, l'album est réédité avec des pistes bonus. En 2010, il paraît en version remastérisée, ainsi qu'un autre album, Double Fantasy Stripped Down. À l'instar de Let It Be... Naked, il reprend les chansons originales dans une version épurée, acoustique. Stephen Thomas Erlewine du site AllMusic explique cependant que la différence s'entend peu et donne un air d'inachevé au disque.
La version de l'album dédicacée à Mark Chapman sera quant à elle mise 3 fois aux enchères : Une première fois en 1999, pour 150 000 dollars, une seconde fois en 2010, pour 850 000 dollars, et une troisième fois en 2020, pour un prix de départ de 400 000 dollars.

## Analyse musicale

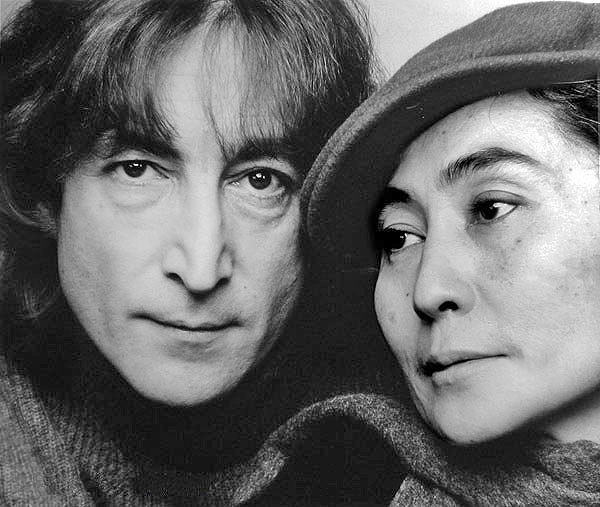
Yoko Ono et John Lennon partagent leur temps de présence sur Double Fantasy.

Dans la mesure où Double Fantasy marque le retour de John et Yoko à la vie publique, l'album fait écho à leurs cinq ans d'absence et aux nouveautés de leur vie. En cela, la chanson Watching the Wheels est une explication de Lennon aux fans sur le plaisir qu'il a ressenti à regarder « les roues tourner » tout en prenant un temps du recul. Ce thème du plaisir à l'inaction avait déjà été évoqué des années plus tôt dans I'm Only Sleeping. De même, Cleanup Time parle de ces célébrités qui abandonnent drogue et alcool, comme il l'a fait durant cette période : « l'heure du ménage ».
Le disque apporte également son lot de déclarations d'amour familiales : dans Beautiful Boy (Darling Boy), Lennon s'extasie sur son fils Sean, comme un écho au Good Night qu'il avait composé pour son premier fils, Julian. Dans Dear Yoko, Woman et (Just Like) Starting Over, il s'adresse cette fois-ci à son épouse. Yoko, quant à elle, s'adresse à son mari et son fils dans Beautiful Boys.
Le disque est conçu en partie comme un dialogue entre les deux artistes, dont les chansons sont parfois enchaînées par un fondu. À la chanson I'm Losing You de Lennon, qui exprime ses craintes de perdre sa femme, répond le I'm Moving On de Yoko, qui attise ces craintes. Plus conciliante, Yoko interprète également Every Man Has a Woman Who Loves Him (« tout homme a une femme qui l'aime »). Cette chanson sera rééditée le 16 novembre 1984 en 45 tours avec la voix de Lennon en prédominance. Elle tente également une chanson plus expérimentale, Kiss Kiss Kiss, qui choque pour les bruits d'orgasme qui la concluent. Les prestations de Yoko sont appréciées par certains critiques, qui les trouvent nettement plus mélodieuses que ses cris de la fin des années 1960. Pour Sean Egan, de la BBC, « la vulnérabilité et l'abandon à l'amour » de sa chanson Hard Times Are Over a l'étampe d'une chanson de Lennon.

## Liste des chansons
| 1. | (Just Like) Starting Over   | John Lennon | 3:56 |
| 2. | Kiss Kiss Kiss              | Yoko Ono    | 2:41 |
| 3. | Cleanup Time                | John Lennon | 2:58 |
| 4. | Give Me Something           | Yoko Ono    | 1:35 |
| 5. | I'm Losing You              | John Lennon | 3:57 |
| 6. | I'm Moving On               | Yoko Ono    | 2:20 |
| 7. | Beautiful Boy (Darling Boy) | John Lennon | 4:02 |

| 8.  | Watching the Wheels                 | John Lennon | 3:35 |
| 9.  | Yes, I'm Your Angel                 | Yoko Ono    | 3:08 |
| 10. | Woman                               | John Lennon | 3:22 |
| 11. | Beautiful Boys                      | Yoko Ono    | 2:55 |
| 12. | Dear Yoko                           | John Lennon | 2:34 |
| 13. | Every Man Has a Woman Who Loves Him | Yoko Ono    | 4:02 |
| 14. | Hard Times Are Over                 | Yoko Ono    | 3:20 |

| 15. | Help Me to Help Myself         | John Lennon | 2:37 |
| 16. | Walking on Thin Ice            | Yoko Ono    | 6:00 |
| 17. | Central Park Stroll (dialogue) |             | 0:17 |

En 2010 est publié le double album Double Fantasy Stripped Down, qui contient le disque original, plus une nouvelle version aux arrangements épurés (mis à nu à la manière de Let It Be... Naked).

## Classement
| Classement (1975)             | Meilleure position |
| ----------------------------- | ------------------ |
| Royaume-Uni (UK Albums Chart) | 1                  |
| États-Unis (Billboard)        | 1                  |
| France (IFOP)                 | 2                  |

## Fiche de production

### Interprètes
- John Lennon : chant, chœurs, guitares, piano, claviers
- Yoko Ono : chant, chœurs
- Earl Slick : guitare solo
- Hugh McCracken : guitare solo
- Tony Levin : basse
- Matthew Cunningham : dulcimer
- George Small : claviers, piano, synthétiseur
- Ed Walsh : synthétiseur Oberheim
- Andy Newmark : batterie
- Robert Greenidge : steel drum
- Arthur Jenkins : percussions
- Randy Stein : concertina
- Howard Johnson, Grant Hungerford, John Parran, Seldon Powell, George « Young » Opalisky, Roger Rosenberg, David Tofani, Ronald Tooley : cuivres
- Michelle Simpson, Cassandra Wooten, Cheryl Mason Jacks, Eric Troyer, Benny Cummings Singers, The Kings Temple Choir : chœurs

### Équipe technique
- John Lennon : producteur
- Yoko Ono : productrice
- Jack Douglas : producteur
- Tony Davillo : arrangement des cuivres
- Lee DeCarlo : ingénieur du son